# 小行星1905
小行星1905（1905 Ambartsumian），天文學臨時編號1972 JZ，是一個位於小行星帶的小行星。由蘇聯天文學家塔瑪拉·斯米爾諾娃於1972年5月14日在克里米亞天文台發現。
該小行星以亞美尼亞天文學家維克托·安巴楚米揚命名。

## 外部連結
- JPL Small-Body Database Browser on 1905 Ambartsumian

| 前一小行星： 1904 Massevitch | 小行星列表 | 後一小行星： 1906 Naef |